# Sabnock
En demonología, Sabnock es un poderoso Gran Marqués del Infierno, el cual tiene cincuenta legiones de demonios bajo su mando. Construye torres altas, castillos y ciudades, fortificándolos con armas, municiones, etc. Proporciona buenos familiares y puede afectar a los hombres durante varios días haciendo sus llagas y heridas gangrenosas o llenándolas con gusanos.
Se muestra como un soldado con armadura y armas, la cabeza de un león y cabalgando un caballo pálido.
Otros nombres: Sab Nac, Sabnac, Sabnach, Sabnack, Sabnacke, Salmac, Savnock.
De acuerdo a las correspondencias con los arcanos menores del tarot establecidas en el Occult Tarot de Travis McHenry, su arcano equivalente es el 5 de espadas, por lo que su decano zodiacal abarca los días entre 21 y el 31 de enero, aproximadamente.